# بژژنو ونگسکیه
بژژنو ونگسکیه (به لهستانی:  Brzeżno Łyńskie) یک روستا در لهستان است که در گمینا نگجتسا واقع شده‌است.